# Herman Selleslags
Herman Selleslags (Antwerpen, 3 maart 1938 – Deurne, 18 oktober 2024) was een Belgisch fotograaf.
Selleslags was een zoon van fotograaf Rik Selleslags, bij wie hij op zijn zestiende als fotograaf begon te werken. Zijn onderwerpen varieerden van sport, theater, showbusiness, literatuur en feesten tot mensen in hun gewone doen en laten. Selleslags noemde de straatfotografie zijn lievelingswerk.

## Biografie
Herman Selleslags werd in 1938 geboren in Antwerpen. Op zijn achtste kreeg hij de diagnose van diabetes waardoor gedacht werd dat hij vroeg zou sterven. Op zijn twaalfde hielp hij al bij het fotoagentschap van zijn vader. Vanaf zijn zestiende werkte hij als zelfstandig fotograaf. Aanvankelijk werkte hij mee in opdracht van grote bedrijven, later werd hij persfotograaf. Selleslags was gedurende vijftig jaar huisfotograaf voor het weekblad Humo waarvoor hij foto's maakte bij interviews. Hij werd vooral bekend door zijn foto's van internationale muzikanten, schrijvers en acteurs. Selleslags overleed op 18 oktober 2024 op 86 jaar door euthanasie. 

## Werk
Selleslags fotografeerde ruim een halve eeuw nationale en internationale gebeurtenissen. Zijn foto's zijn dan ook historische documenten, voornamelijk in zwart-wit, soms in kleur. Hij werkte in bijna alle omstandigheden met het beschikbare licht en gebruikt zelden flitslicht. Hij fotografeerde mensen in een ongedwongen stijl en liet hen niet poseren.
Zijn opdrachtgevers waren onder meer het Belgische Humo en het Nederlandse Vrij Nederland, maar ook Knack, Die Zeit en de Volkskrant deden een beroep op de beelden van de Antwerpse fotograaf.
Daarnaast is er het "vrije" werk: foto's die niet in opdracht werden gemaakt, maar uit persoonlijke belangstelling ontstonden.
Selleslags beperkte zich niet tot één deelgebied van de fotografie. Hij deed aan documentaire- en reportagefotografie, maar evenzeer aan portret-, sport- en muziekfotografie.
Tot zijn meest bekende werk hoort:
- foto van trampolinespringende Paul McCartney
- portret van Julien Schoenaerts
- Alfred Hitchcock in Cannes (1962)

Hij fotografeerde naast de al genoemde Paul McCartney en Alfred Hitchcock nog tal van beroemdheden, zoals Jean-Paul Sartre, John Lennon, Mick Jagger, Ike en Tina Turner, The Ramones, Frank Zappa, Rod Stewart en de Faces, Lou Reed en Pink Floyd, en uit de Lage Landen onder meer Eddy Merckx, Rik Van Looy, Freddy Maertens, Bobbejaan Schoepen, Jan Decleir, Julien Schoenaerts, Hugo Claus, Panamarenko, Willy Vandersteen, Harry Mulisch, Gerard Reve, W.F. Hermans en Jeroen Brouwers.
Herman Selleslags gaf in mei 2015 zijn volledige persoonlijk archief en dat van zijn vader, Rik Selleslags (1911-1982), in permanente bruikleen aan het FotoMuseum van de provincie Antwerpen (FoMu).
In 2024 werd Life Will Give You Pictures uitgebracht, een documentaire over zijn fotografie.

## Privé
Selleslags was getrouwd met omroepster en actrice Sonja Cantré. Het echtpaar kreeg 3 kinderen. Cantré overleed in 2014.

## Boeken
- Jean-Marie Pfaff privé (geschreven door Wilfried Hendrickx, foto's van Herman Selleslags) (Westland 1986)
- Julien Schoenaerts, Herman Selleslags en Wim Van Gansbeke (EPO, 2003)
- De joden van Antwerpen, Ludo Abicht, met foto's van Herman Selleslags (Houtekiet, 2004)
- Herman Selleslags: archief 07 (Fotomuseum Antwerpen, 2007)
- Gainsbourg geschreven door Rudolf Hecke, foto's Herman Selleslags (EPO, 2013)

## Prijzen en onderscheidingen
- Staatsprijs voor Beeldende Kunst (Vlaamse Gemeenschap, 1991)

## Citaten
- 'Bij de eerste popconcerten in de jaren zestig stonden er twee fotografen: een Engelsman en ik, en verder niemand.'
- 'Zien en fotograferen is te laat. Je moet vóórzien en fotograferen.'
- 'Als ik honderd foto's maak, hou ik er maar drie over die ik de moeite vind.'
- 'Ik heb geen recept of theorie. Ik fotografeer wat me opvalt, dat is alles dat ik daarover kan zeggen.'
- 'Ik wil dat mijn werk gezien wordt, maar die foto's horen niet thuis in een museumzaal, die horen in kranten en weekbladen.'
- 'Ik ben opgegroeid in een tijd dat cinema nog heel belangrijk was, en mensen anderhalf uur in een zaal gingen zitten om hun helden te zien. Daarom heb ik iets met grote namen en grote verhalen.'
- 'De fotografie zoals ik ze bedrijf is out, versleten. In de pers is er geen plaats meer voor.'
- 'Een persfoto is anekdotisch. Of liever, moet anekdotisch zijn. Uiteraard zou het best zijn mocht ze nog iets vertellen over de achtergronden, maar in se is het zo: jij bent hier en je ziet dat. Dat is de essentie. Maak je iets overstijgend, dan trap je in de val van het "universele". Als je vertrekt van de idee iets universeels te willen maken, ben je een slechte denker, want iets universeels maken kan dan niet. Als het toch gebeurt is het te wijten aan een samenloop van omstandigheden, zoals een foto een samenloop van omstandigheden is. Je neemt ergens een foto en vertolkt die tegelijkertijd een diep roersel, zoveel te beter.'
- 'Het is nooit mijn bedoeling geweest kunst te maken. Ik heb alleen de gebeurtenissen willen vastleggen. Roland Barthes had gelijk: fotografie is geen kunst maar magie. Het gaat om het stilzetten van de tijd. De gebeurtenis is belangrijker dan de fotograaf. Al zegt een foto, als het goed is, natuurlijk ook wel iets over de maker van die foto. Mijn grote held, Henri Cartier-Bresson, fotografeerde arme sloebers vanuit de verwondering van een rijke bourgeois. Aan de foto's van Robert Capa kun je zien dat hij toch een beetje een loslopend varken was. En ik veronderstel dat die van mij ook wel iets over mij zeggen.'

- Bibliothèque nationale de France: cb155966073 (data)
- Gemeinsame Normdatei: 133639630
- International Standard Name Identifier: 0000 0000 2835 5218
- Library of Congress Control Number: n82222445
- MusicBrainz: 8a70cf54-9471-4b5e-8369-8313eeceeac6
- Nederlandse Thesaurus van Auteursnamen: 067774008
- PIC: 284659
- RKD-Nederlands Instituut voor Kunstgeschiedenis: 99893
- Système universitaire de documentation: 12618366X
- Union List of Artist Names: 500347602
- Virtual International Authority File: 18419069
- WorldCat: E39PBJcgwwMVTjR6R4pCpxf8YP